# Sólo quiero caminar
Sólo quiero caminar (Chcę jedynie chodzić) – dziesiąty album studyjny w dorobku hiszpańskiego muzyka Paco de Lucii.
Wydanie tego krążka było krokiem milowym w historii stylu flamenco. To ta płyta zaprezentowała światu peruwiański bęben cajón, którego używał Rubem Dantas podczas jednego z koncertów z Paco. Gra Dantasa na tym instrumencie, stała się powszechnie utożsamiana z flamenco. Obecnie album ten jest jedną z najbardziej pożądanych pozycji w dyskografii artysty.

## Lista utworów
Wszystkie utwory skomponowane przez Francisco Sánchez Gómez (Paco de Lucía), poza zaznaczonymi
| 1. | "Sólo quiero caminar" (Tangos; Paco de Lucía, Pepe de Lucía) | 6:16  |
|    |                                                              |       |
| 2. | "La Tumbona" (Bulerías)                                      | 4:19  |
|    |                                                              |       |
| 3. | "Convite" (Rumba)                                            | 3:55  |
|    |                                                              |       |
| 4. | "Montiño" (Fandangos de Huelva)                              | 4:02  |
|    |                                                              |       |
| 5. | "Chanela" (Rumba)                                            | 3:56  |
|    |                                                              |       |
| 6. | "Monasterio de sal" (Colombianas)                            | 4:52  |
|    |                                                              |       |
| 7. | "Piñonate" (Bulerías)                                        | 4:44  |
|    |                                                              |       |
| 8. | "Palenque"                                                   | 4:51  |
|    |                                                              |       |
|    |                                                              | 36:55 |
|    |                                                              |       |

## Muzycy
- Paco de Lucía – gitara flamenco
- Ramón de Algeciras – druga gitara
- Pepe de Lucía – śpiew, gitara, klaskanie
- Rubem Dantas – perkusja
- Carles Benavent – gitara basowa
- Jorge Pardo – flet, saksofon
- Enrique Soto – klaskanie
- J. Carlos Rebato – klaskanie[8]